# Burg (Argovia)
Burg (hispanizado Burgo) es una comuna suiza del cantón de Argovia, ubicada en el distrito de Kulm. La comuna se encuentra casi completamente rodeada por la comuna de Menziken, aunque tiene una frontera de aproximadamente 100 metros con la comuna de Rickenbach (LU).